# Stazione di Bushū-Nagase
La stazione di Bushū-Nagase (武州長瀬駅?, Kakakado-eki) è una stazione ferroviaria della cittadina di Moroyama, nella prefettura di Saitama in Giappone, ed è servita dalla linea Tōbu Ogose, diramazione della linea Tōbu Tōjō delle Ferrovie Tōbu.

## Linee
Ferrovie Tōbu
● Linea Tōbu Ogose

## Struttura
La stazione è dotata di due marciapiedi laterali con due binari passanti in superficie. Il fabbricato viaggiatori è realizzato a ponte sopra i binari.
| 1 | ● Linea Tōbu Ogose | per Ogose  |
| 2 | ● Linea Tōbu Ogose | per Sakado |

## Stazioni adiacenti
| «           | Servizio    | »            |
| Linea Ogose | Linea Ogose | Linea Ogose  |
| ----------- | ----------- | ------------ |
| Kawakado    | Locale      | Higashi-Moro |